# Sheri St. Claire
Sheri St. Claire (Estados Unidos; 17 de abril de 1957) es una ex actriz pornográfica estadounidense.

## Biografía
Entró en la industria pornográfica en 1983, cuando tenía 26 años. Como actriz, ha trabajado para estudios como Vidco, Caballero, VCA Pictures, VCX, Wet Video, Hollywood, Paradise Video, Pleasure o Vivid, entre otros.
En el año 1986 se llevó el Premio AVN a la Mejor actriz por Corporate Assets Su faceta interpretativa le valió ese mismo año otras dos nominaciones, también en la categoría de Mejor actriz, por los trabajos Voyeur y Sweet Revenge.
Se retiró en 1992, habiendo aparecido en más de 240 películas durante su carrera como actriz. En el año 1995 fue incluida en el Salón de la fama de los AVN.
Algunas películas suyas fueron Air Erotica, Beverly Hill's Cox, Charm School, Dames, Endless Lust, Girl Games, Love at First Sight, Miami Spice, Nicki, Perfect Partners, Sexbusters, Triplets o Wet Sex.

## Premios y nominaciones
| Año  | Ceremonia    | Resultado | Premio                  | Trabajo                        |
| ---- | ------------ | --------- | ----------------------- | ------------------------------ |
| 1985 | Premios CAFA | Ganadora  | Mejor actriz de reparto | Corporate Assets               |
| 1986 | Premios AVN  | Ganadora  | Mejor actriz            | Corporate Assets (en película) |
| 1986 | Premios AVN  | Nominada  | Mejor actriz            | Voyeur (en película)           |
| 1986 | Premios AVN  | Nominada  | Mejor actriz            | Sweet Revenge (en vídeo)       |